# Gilbert Vinter
Gilbert Vinter (Lincoln, Lincolnshire, 4 mei 1909 – Tintagel, graafschap Cornwall, 10 oktober 1969) was een Brits componist, muziekpedagoog, dirigent en fagottist.

## Levensloop
Vinter is in het Verenigd Koninkrijk en daarbuiten vooral bekend om zijn werken voor brassband. Als klein jongetje zong hij mee in het koor van de Kathedraal van Lincoln. Hij studeerde fagot aan de Royal Academy of Music in Londen, speelde vanaf 1930 in de BBC Wireless Band en in het London Philharmonic Orchestra. 
Tijdens de Tweede Wereldoorlog deed hij zijn militaire dienst als lid van de Royal Air Force Central Band en later als dirigent van de Royal Air Force Coastal Command Band. Na de oorlog was hij dirigent bij de British Broadcasting Corporation (BBC) en dirigeerde het BBC Concert Orchestra en Midland Light Orchestra. Deze functie vervulde hij tot hij met pensioen ging.
Hij was professor aan de Londense Royal Academy of Music.
Naast zijn talrijke werken voor brassband schreef Vinter koor- en orkestwerken, balletten en een opera. Het bekendste werk is ongetwijfeld de cantate The Trumpets op teksten uit het oude testament.

## Composities

### Werken voor orkest
- 1942 Hunter's Moon, voor hoorn solo en strijkorkest
- 1956 Christmas Sinfonietta
- 1956 Dutch Carillon, voor cello, harp, celesta en strijkers
- 1956 Little Island Rhapsody, herderslegende, voor fluit (of viool), harp en strijkers
- 1956 Ouverture uit "Brian Boru"
- 1956 Wals ouverture, voor strijkorkest
- 1964 Concerto Burlando, voor twee alt-, twee tenor- en baritonsaxofoon en orkest
- April Shower
- Celtic Lilt
- Concertino, voor klarinet en orkest
- Concerto, voor saxofoon en orkest
- English Rhapsody
- Friday Street, voor hobo, celesta en strijkers
- Latin-American Suite
- March Winds
- Mayflowers
- Mr Know-All, ouverture voor orkest
- Overture to a New Venture
- Portuguese Party, voor orkest
- Rhapsody Ecuador
- Reverie, voor fagot en orkest
- Song Dance Suite, voor orkest
- Tenderfoot
- The Chantyman, Seascape voor orkest

### Werken voor harmonieorkest en brass-band
- 1942 The Playful Pachyderm, voor eufonium en brass-band
- 1961 Salute to Youth, voor brass-band
  1. Resilience
  2. Romance
  3. Relaxation
- 1963 Symphony of Marches, voor brass-band
- 1964 Variations on a Ninth, voor brass-band
- 1967 Challenging Brass, voor brass-band
- 1967 Elegy & Rondo, voor brass-band
- 1968 John O'Gaunt, ouverture voor brass-band
- 1969 Spectrum, voor brass-band
- 1969 James Cook Circumnavigator, voor brass-band (ook voor harmonieorkest)
- Ado for Drummers, solo voor twee slagwerkers en harmonieorkest
- Alla Burlesca, voor brass-band
- Cavatina, voor brass-band
- Centenary March, voor brass-band
- Entertainments, voor brass-band
  1. Caprice
  2. Elegy
  3. March
- Fancy's Knell, voor brass-band
- Lisbon Carneval, voor brass-band
- Mattheson's Air, voor brass-band
- New Lamps for Old, suite voor harmonieorkest
- Overture, uit "Brian Boru" voor harmonieorkest
- 1965 Portuguese Party, voor brass-band
- Simon called Peter, voor brass-band
- Taproom Ballade, voor brass-band
- The Dover Coach, voor harmonieorkest
- 1964 The Trumpets, cantate voor bas solo, gemengd koor en brass-band
- The TUC Centenary March, voor brass-band
- 1965 Triumphant Rhapsody, voor brass-band
- Vizcaya, voor brass-band

### Theaterwerken

#### Balletten
- For Love or Money, 4 scènes

### Werken voor koor
- 1956 A Christmas Fantasy, voor gemengd koor

### Vocale werken
- 1951 Three Poems, voor zangstem en piano - tekst: W H Davies
- A Stratford Lover, voor zangstem en piano
- Piaculum, voor sopraan en orkest
- Selectie uit "The Rubaiyat of Omar Khayyam", voor sopraan, hobo en piano

### Kamermuziek
- 1942 The Playful Pachyderm, voor fagot en piano
- 1st Dance, voor klarinet en piano
- Blazerskwintet g-klein
- Hunter's Moon, voor hoorn en piano
- Miniatures, voor blazerskwintet
- Song and Dance, voor klarinet en piano

### Filmmuziek
- 1952 The Night Won't Talk
- 1953 Three Steps in the Dark
- 1959 Plan 9 from Outer Space
- Cartoon Comedy